# シンフォニア
シンフォニア（sinfonia）は、ギリシア語の「syn-（一緒に）」+「phone（音）」を語源とするイタリア語で、元来は漠然と合奏曲を意味する言葉である。「交響曲」（シンフォニー）と同語源であるが、バロック音楽の分野においては主として「声楽作品中に挿入された合奏曲」を指す用語として用いる。なお、交響曲を指す場合は、英語では symphony、ドイツ語では Symphonie または Sinfonie の表記を用いるが、いずれも本項の意味ではそのまま sinfonia を用いる。イタリア語ではその区別がない。
バロック期にイタリアで始まったオペラ（ただし、近代オペラとは大きく異なるバロック・オペラ）の中で、歌唱を伴わない器楽（管弦楽）の合奏による楽章をシンフォニアと称した。序曲（前奏）としてのものが代表的だが、場面の切り替わりに奏されるような間奏も含まれる。これがのちには次第に長大化して独立し、古典派音楽に至り交響曲へと発展した。バロック音楽においては、“Ouverture”（序曲）といえばもっぱらバレエやフランス・オペラなどに用いられるフランス風序曲の形式を指し、同じくオペラなどの冒頭の合奏曲であっても、「シンフォニア」は主にイタリア・オペラとその流れに連なる声楽作品において用いられるという区別があった。
イタリア・オペラの形式を取り入れたオラトリオやカンタータでも、同様の形式で用いられるようになった。当時オペラが普及しなかったドイツでは、カンタータ中のシンフォニアが多く作られた。ヨハン・ゼバスティアン・バッハの教会カンタータ中には秀逸な作例が多数あり、声楽の楽章に織り込んで2楽章以上のシンフォニアが挿入されているものもある。これには世俗音楽として作った曲を転用したり、その逆の転用を行ったことが確認できるものもある。例えば、恐らくケーテン時代に作曲された遺失オーボエ協奏曲BWV1053a は、楽章をばらして教会カンタータBWV49 とBWV169 のシンフォニアに編曲転用され、さらにチェンバロ協奏曲BWV1053 として再び編曲されたことが推測されている。
バッハの「インヴェンションとシンフォニア」や「パルティータ」中の楽章など、鍵盤楽器の独奏曲にもシンフォニアという言葉が用いられるが、この場合は「多声部を含むポリフォニー」という意味である。語源が同じで、なおかつ同じバロック音楽における用語であっても、意味合いや楽曲形態としては全く異なるものである。